# همر إتش 1
هامر إتش 1 هي سيارة متعددة الأغراض صممت للعمل في أقسى الظروف وعلى أوعر الطرق، أنتجت بواسطة شركة ايه ام جنرال عام 1992-2005 وكانت أول إنتاج لفئة هامر في العالم

## التاريخ
ظهرت في سوق السيارات الأمريكي للمرة الأولى عام 1992 واكتسبت شهرتها من الصور التي عرضت لها أثناء عملية عاصفة الصحراء العسكرية الأمريكية ,أيضا استفادت من الحملة الإعلامية الضخمة التي قادها الممثل الأمريكي آرنولد شوارزنيجر والذي كان يمتلك عدة موديلات من السيارة، أعلنت الشركة المنتجة عام 2006 ان موديل هذا العام هو آخر أصدار لهذا الجيل من السيارة، تقلص أنتاجها في يونيو 2006 بسبب القانون الجديد لإنبعاثات محركات الديزل للسيارات الذي بدأ سريانه في عام 2007.

## المواصفات
لهامر إتش وان ثلاثة موديلات عرفت بهم، الموديل ذو الباببين والموديل ذو الأربع أبواب والموديل القابل للتحويل، هناك موديلات أخرى لم تنتشر في السوق مثل الشاحنة البيك أب
حاليا هناك عدة تقنيات لنقل الحركة في موديلات تلك السيارة
1. 6.2 لتر ديزل جنرال موتورز V8 / جنرال موتورز TH400 / 3L80 3 السرعة
2. L GM Diesel V8 / GM 4L80-E 4-speed 6.5 لتر ديزل جنرال موتورز V8 / جنرال موتورز 4L80 - هاء 4 سرعات
3. 5.7 L Vortec 5700 gasoline V8 TBI/ GM 4L80-E 4-speed 5.7 لتر Vortec 5700 البنزين V8 TBI / جنرال موتورز 4L80 - هاء 4 سرعات
4. 6.5 L turbo GM Diesel V8 / GM 4L80-E 4-speed 6.5 لتر توربو ديزل جنرال موتورز V8 / جنرال موتورز 4L80 - هاء 4 سرعات
5. 6.6 L turbo Duramax LLY turbo Diesel / Allison 1000 5-speed (model year 2006) 6.6 لتر توربو Duramax LLY توربو ديزل / أليسون 1000 5 السرعة (نموذج عام 2006)

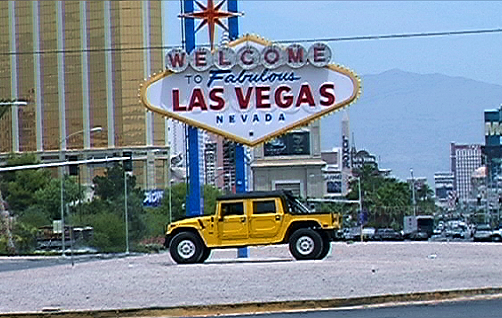
سيارة H1 مزودة بتكييف هواء داخلى.

## السعر
أثناء خط إنتاج عام 1992، كان سعر السيارة بدون كماليات يساوى 40500 $ بينما كان سعرها مع الكماليات 54700 $.
في عام 2006، مع أسعار التجزئة المقترحة، كان سعر السيارة $ 129399.00 بدون كماليات 140796.00 دولار مع الكماليات

## معرض صور

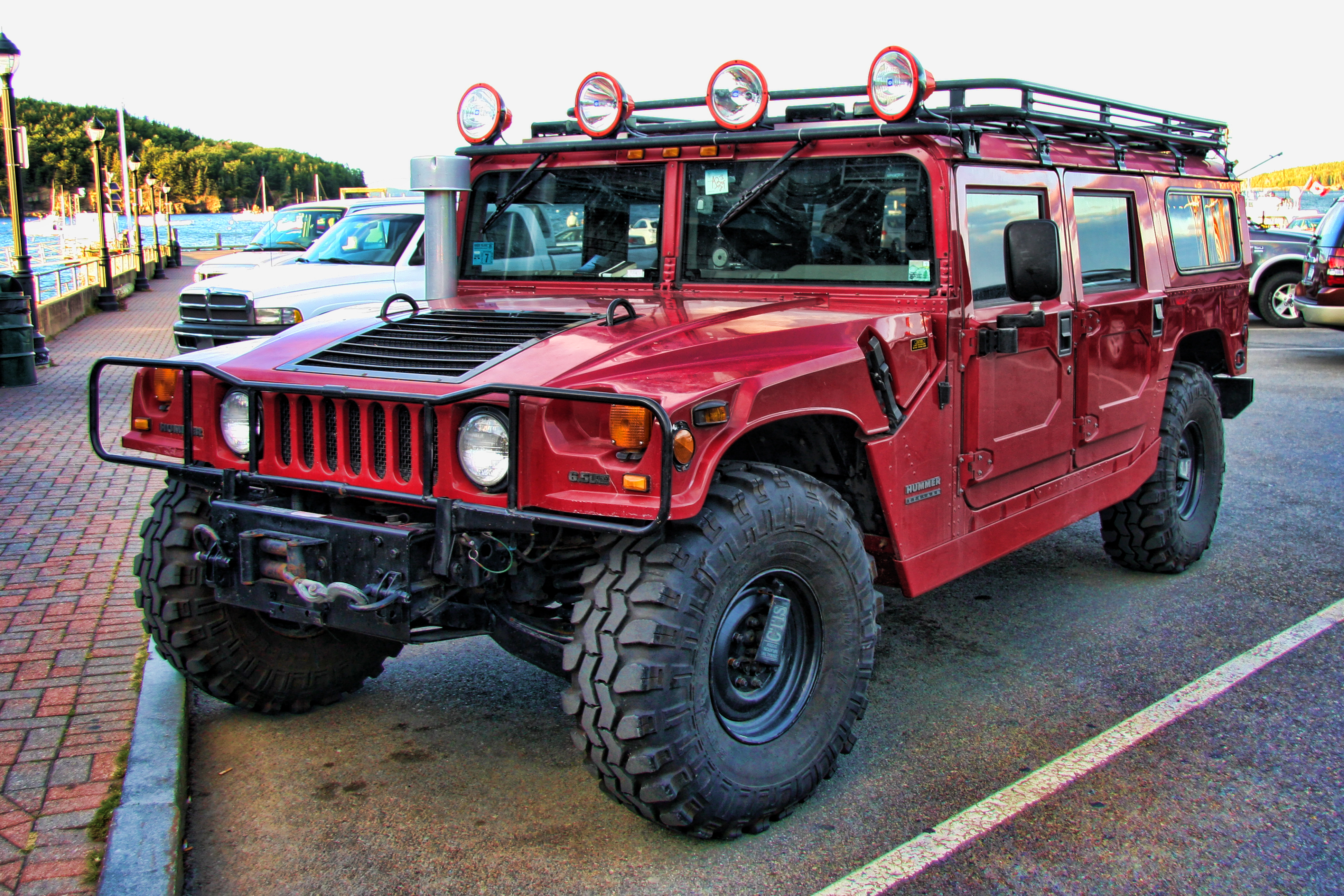
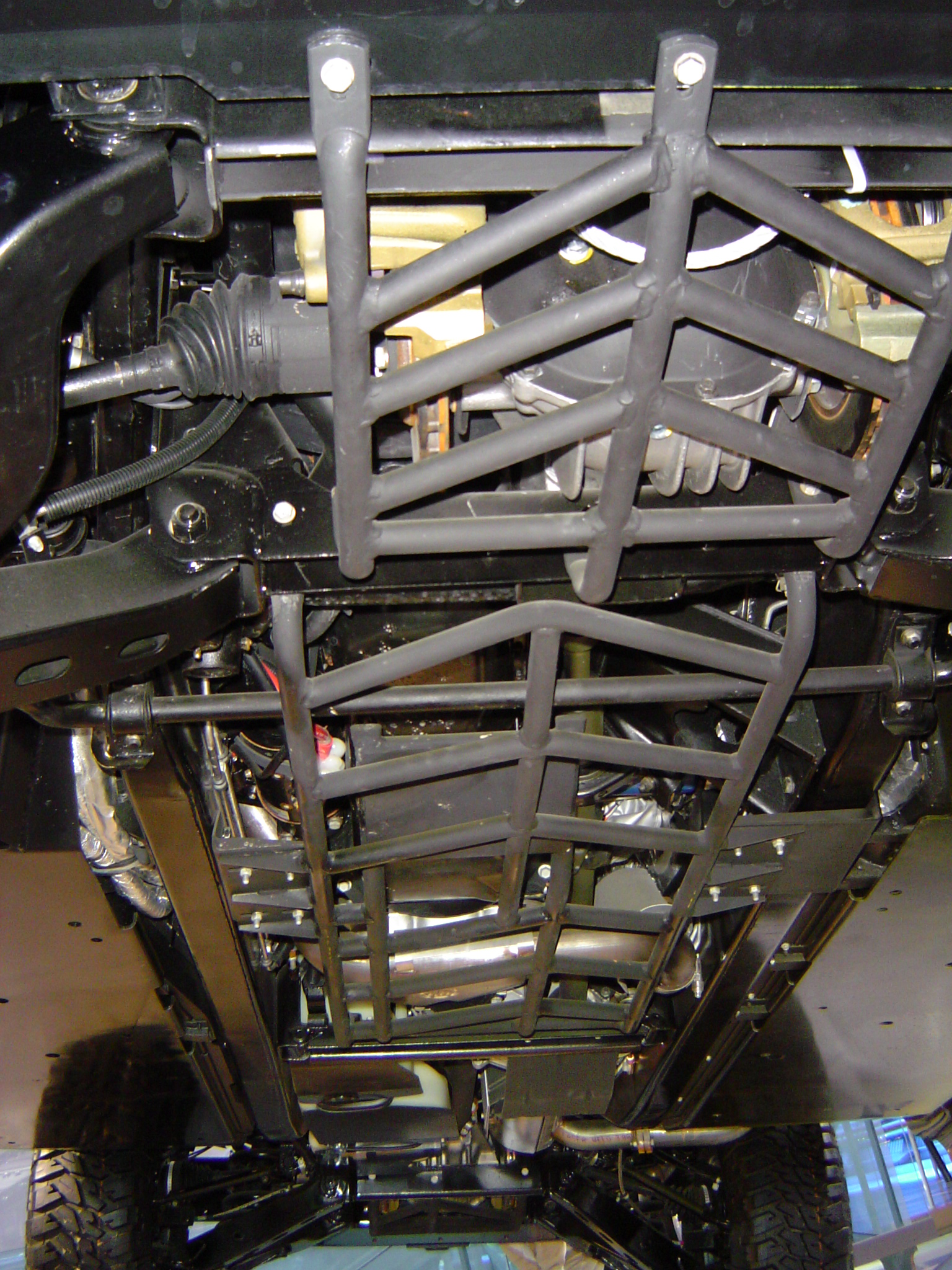
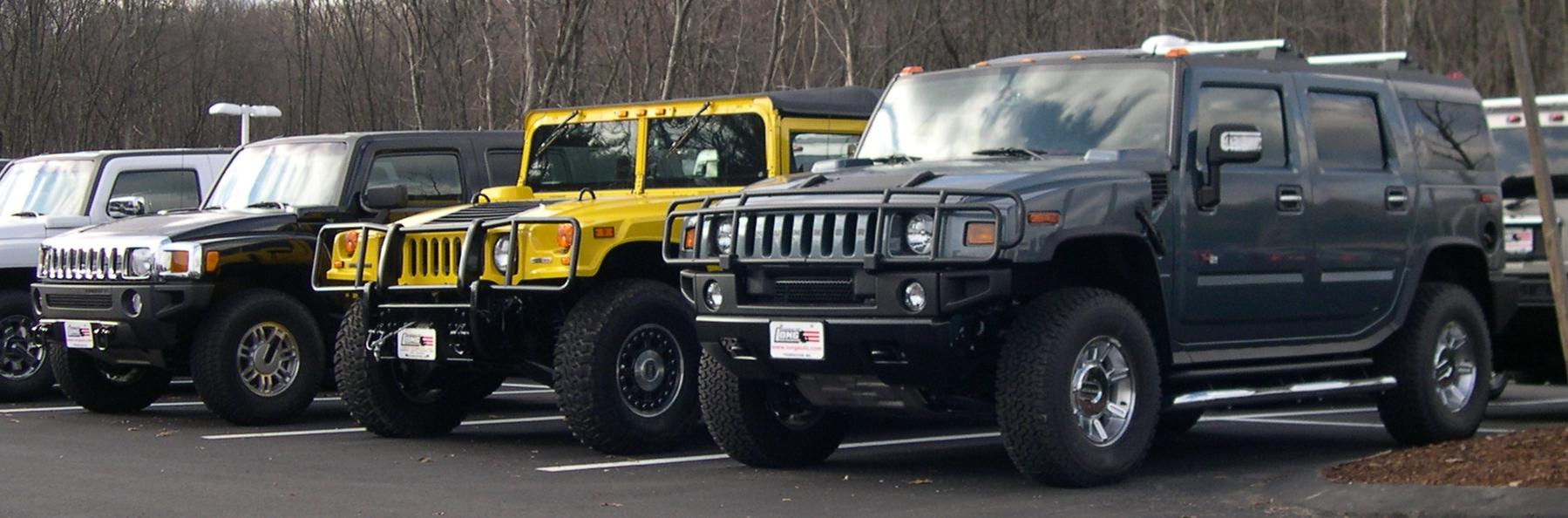
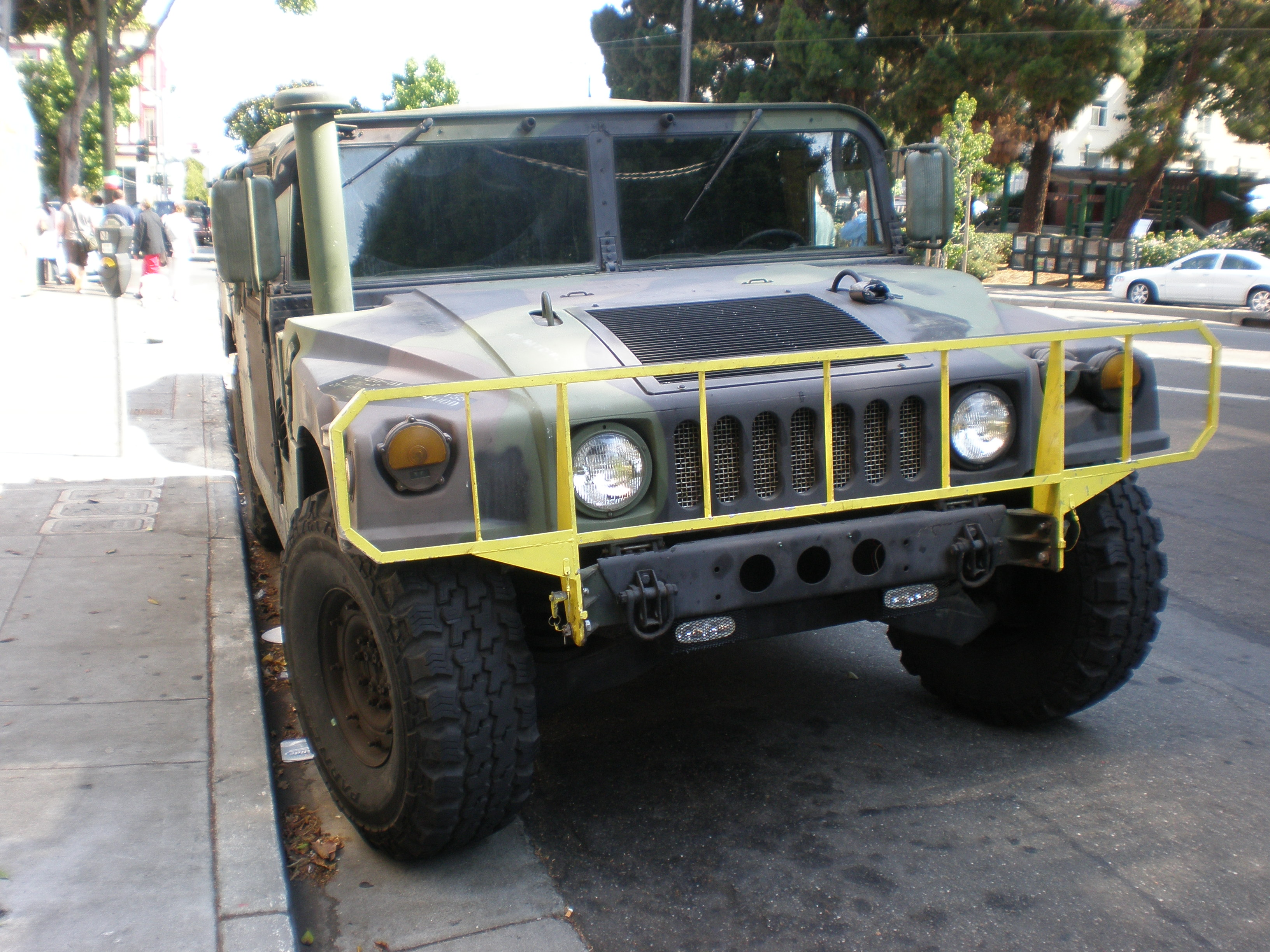
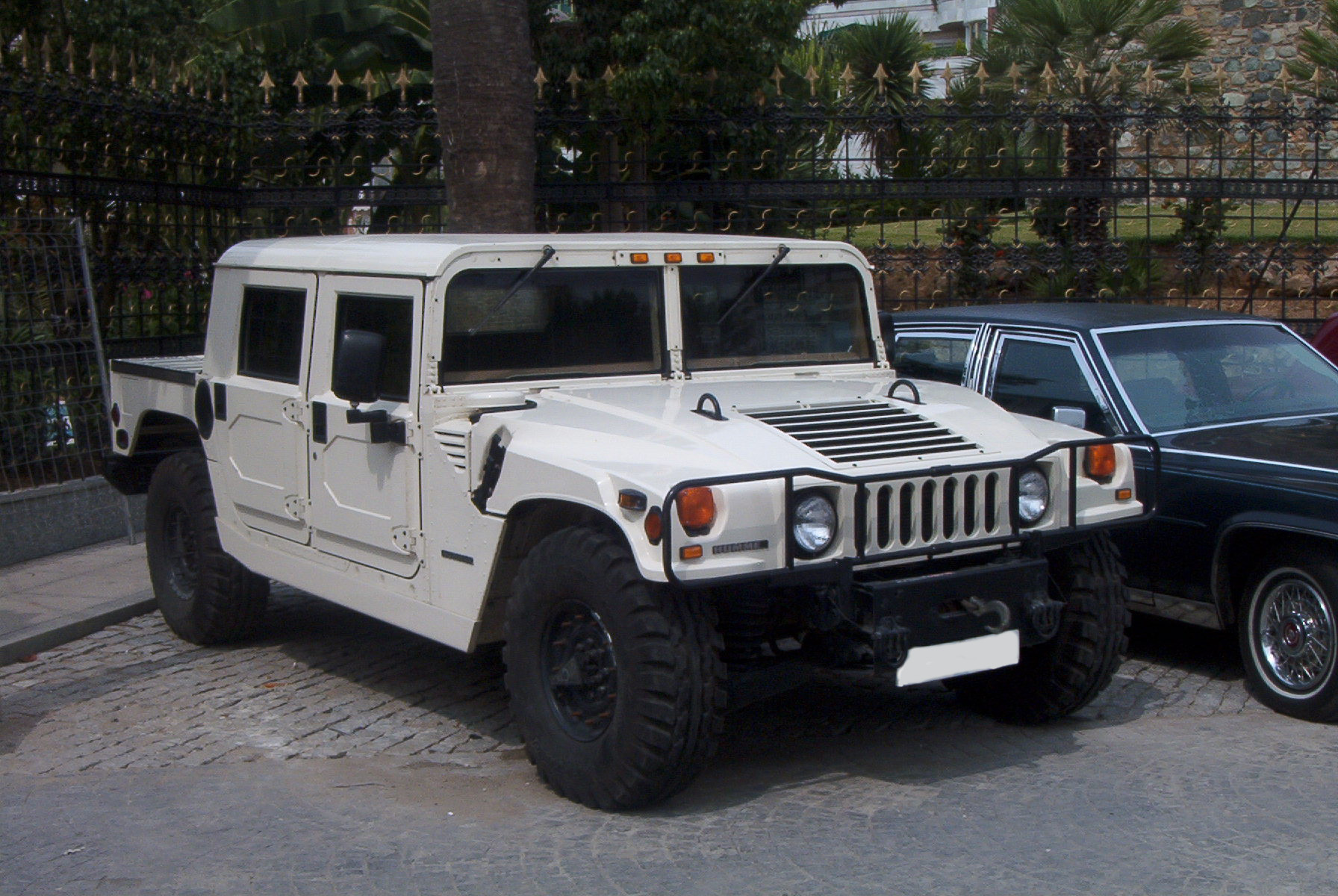

## انظر ايضًا
- همر
- همر إتش 2
- همر إتش 3
- همر إتش إكس
- هامفي
- ايه ام جنرال
- النمر